# Gillis Augustsson
Jonas Albert Gillis Augustsson, född 29 mars 1912 i Ekeby församling i Boxholm, död där 17 mars 1992, var en svensk järnbruksarbetare och politiker (s).

## Biografi
Augustsson var ledamot av riksdagens första kammare 1960–1970, invald i Östergötlands läns valkrets.
Han föddes på gården Grebo i Ekeby socken. Hans föräldrar var Anders Albert Augustsson och Anna Eleonora Elisabet Johansdotter.
Gillis Augustsson är begravd på Boxholms kyrkogård.